# Shelly-Ann Fraser-Pryce

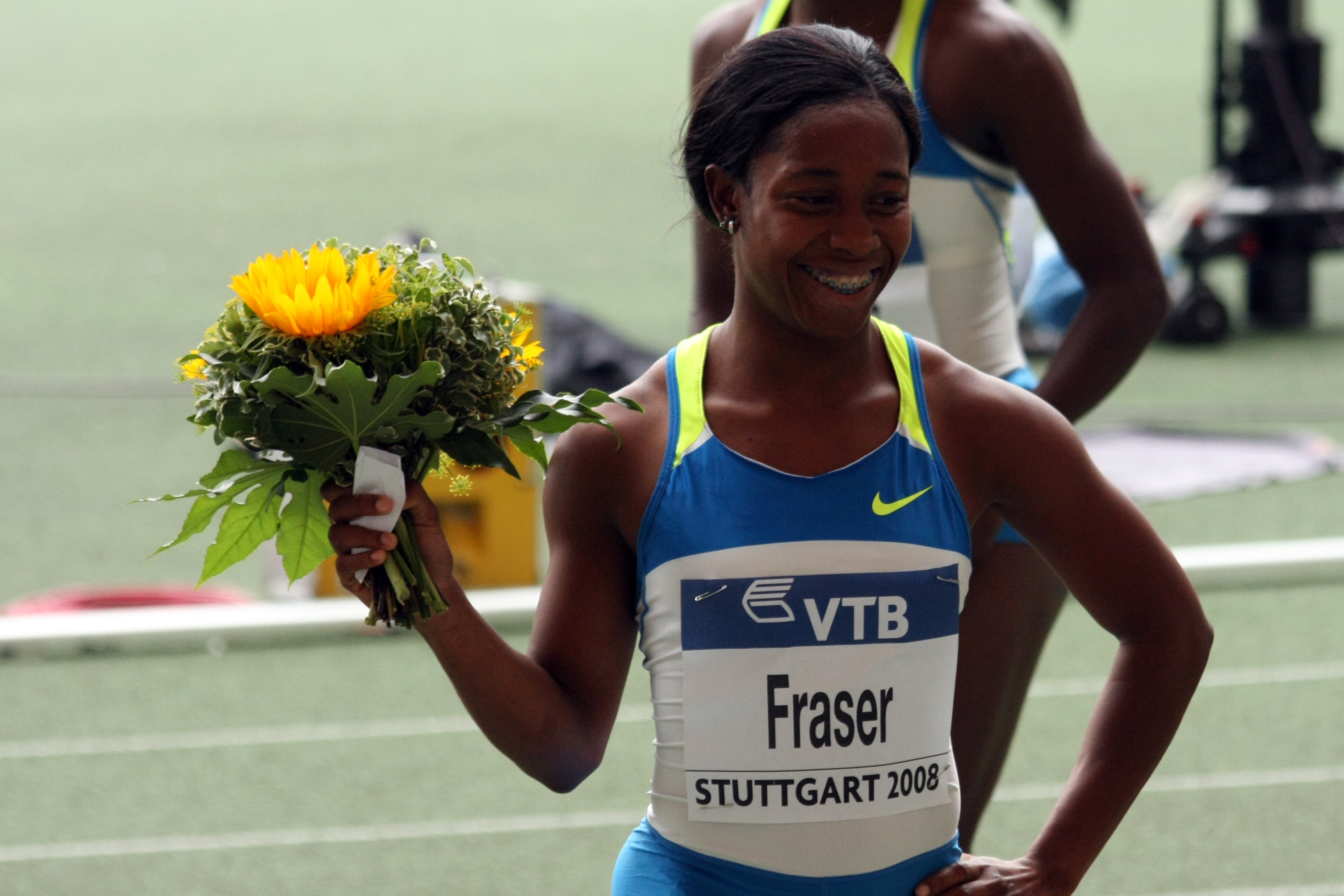
Shelly-Ann Fraser bij de World Athletics Final in Stuttgart in 2008.

Shelly-Ann Fraser-Pryce (Kingston, 27 december 1986) is een Jamaicaanse sprintster, gespecialiseerd in de 100 m en de 200 m. Zij werd in 2008 olympisch kampioene op de 100 m en was hiermee de eerste Jamaicaanse die op dit nummer olympisch goud veroverde. In 2012 prolongeerde zij haar olympische titel. Daarnaast is zij op de 100 m ook vijfvoudig wereldkampioene en de op-2-na snelste vrouw aller tijden na Florence Griffith-Joyner en landgenote Elaine Thompson-Herah.

## Biografie

### Jeugd
Fraser, die op haar blote voeten al aan wedstrijden deelnam toen ze nog de lagere school zat, kwam naderhand in wedstrijden uit voor de Wolmer's High School For Girls, waaraan zij studeerde. Haar eerste succes boekte ze in 2002 door bij de Centraal-Amerikaanse en Caribische jeugdkampioenschappen in Bridgetown (Barbados) een gouden medaille te winnen op de 4 x 100 m estafette. In 2005 won ze bij de Carifta Games in Bacolet (Tobago) in de leeftijdscategorie onder 20 jaar eveneens een gouden medaille in deze discipline en individueel een bronzen medaille op de 100 m.

### OS 2008
In 2008 kwalificeerde ze zich voor de Olympische Spelen van 2008 door op de Jamaicaanse Olympische Trials op de 100 m een tijd van 10,85 s te lopen. Hiermee werd ze tweede achter Kerron Stewart (10,80). Sherone Simpson werd derde (10,87) en de grootste favoriete Veronica Campbell slechts vierde, hetgeen niet voldoende was voor een olympisch ticket naar Peking op dit nummer. Op de Spelen van Peking won Fraser op de 100 m een gouden medaille. Met een persoonlijke recordtijd van 10,78 versloeg ze haar landgenotes Sherone Simpson (zilver) en Kerron Stewart (brons), die beiden in 10,98 over de finish kwamen.

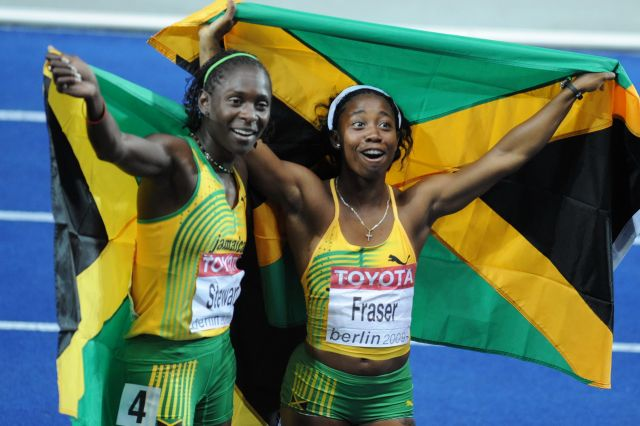
Kerron Stewart (links) en Shelly-Ann Fraser na hun dubbele overwinning op de 100 m tijdens de WK van 2009 in Berlijn.

### Wereldkampioene
Bij de wereldkampioenschappen van 2009 in Berlijn toonde ze opnieuw blijk van haar kunnen. In de finale won ze de 100 m met een verbetering van haar persoonlijk record tot 10,73. Haar landgenote Kerron Stewart kwam met haar eindsprint nog in de buurt, maar moest met 10,75 genoegen nemen met een zilveren medaille. Het brons werd gewonnen door de Amerikaanse Carmelita Jeter in 10,90. Ook op de 4 x 100 m estafette was ze succesvol en veroverde ze met haar teamgenotes Simone Facey, Aleen Bailey en Kerron Stewart de wereldtitel.

### Doping
Op 8 juli 2010 werd bekend dat Fraser op 23 mei 2010, bij de Diamond League-wedstrijd in Shanghai, betrapt was op het gebruik van het verboden middel oxycodon, een pijnstiller die zij naar eigen zeggen had ingenomen voor pijn naar aanleiding van een tandheelkundige ingreep. Ze hoopte op coulance, aangezien het niet om een prestatiebevorderend middel gaat. In oktober 2010 kreeg zij een schorsing van zes maanden opgelegd.

### OS 2012
Op de Olympische Spelen van 2012 in Londen slaagde Shelly-Ann Fraser-Pryce erin om haar in 2008 veroverde titel op de 100 m te prolongeren. Met een tijd van 10,75 bleef ze in de finale de Amerikaanse Carmelita Jeter (zilver; 10,78) en haar landgenote Veronica Campbell-Brown (brons; 10,81) voor. Op de 200 m eindigde ze met 22,09 op een tweede plaats achter de Amerikaanse Allyson Felix, die de wedstrijd won in een persoonlijke recordtijd van 21,88.
Fraser-Pryce kwam tevens uit op de 4 x 100 m estafette. Samen met haar teamgenotes Sherone Simpson, Veronica Campbell-Brown en Kerron Stewart verbeterde ze het nationale record tot 41,42 en veroverde hiermee een zilveren medaille. Het goud ging naar de Amerikaanse estafetteploeg, die met een finishtijd van 40,82 het uit 1985 stammende wereldrecord van een DDR-ploeg met ruim een halve seconde verbeterde.

### 2013: 3 keer wereldkampioen, winnaarIAAF Diamond LeagueenWereldatleet van het jaar
Tijdens de wereldkampioenschappen van 2013 in Moskou was Fraser-Pryce goed voor 3 wereldtitels. In een tijd van 10,71 seconden was ze de snelste in de finale van de 100 meter, voor Murielle Ahouré en Carmelita Jeter. Ook in de finale van de 200 meter was Fraser-Pryce sneller dan Ahouré. In deze finale eindigde Blessing Okagbare op de derde plaats. Als slotloopster van het Jamaicaanse viertal (met naast Fraser-Pryce nog Carrie Russell, Kerron Stewart en Schillonie Calvert) behaalde ze nog een derde wereldtitel in de finale van de 4 x 100 meter. Dankzij 4 overwinningen tijdens de IAAF Diamond League op de 100 meter en 2 overwinningen op de 200 meter was Fraser-Pryce de beste in het eindklassement van beide nummers van de Diamond League. Ze werd dan ook verkozen tot Wereldatlete van het jaar 2013.

### 2014: 1e wereldtitel indoor en een blessure
Na haar succesvol jaar 2013 maakt Fraser-Pryce in 2014 haar debuut op de Wereldkampioenschappen indooratletiek. In Sopot won ze zowel haar reeks als de halve finale op de 60 meter. In deze finale kende ze een snelle start waarna ze in een tijd van 6,98 seconden naar de wereldtitel snelde, opnieuw voor Murielle Ahouré. Met deze titel werd ze de eerste vrouw in de atletiekgeschiedenis die tegelijkertijd wereldkampioen was op de 60 m, 100 m, 200 m en de 4x100 m. Fraser-Pryce begon ook goed aan haar outdoorseizoen met winst op de 100 meter op de Qatar Athletic Super Grand Prix. Als gevolg van een scheenbeenblessure kende ze de rest van het seizoen nog weinig noemenswaardige resultaten optekenen. 

### 2015: Een derde wereldtitel op de 100 meter
In 2015 besloot Fraser-Pryce zich vooral verder te gaan toeleggen op de 100 meter. Op de Wereldkampioenschappen atletiek van 2015 verlengde Fraser-Pryce succesvol haar wereldtitel op de 100 meter, waarmee ze de eerste vrouw werd die drie keer wereldkampioen werd op de 100 meter. Samen met Veronica Campbell-Brown, Natasha Morrison en Elaine Thompson snelde Fraser-Pryce ook naar een derde wereldtitel op het estafettenummer. Het Jamaicaans viertal liep in de finale naar een tijd van 41,07 seconden, een nieuw kampioenschapsrecord en de tweede tijd aller tijden. In 2015 was Fraser-Pryce ook voor een derde keer de eindwinnares van het eindklassement op de 100 meter in de Diamond League.

### 2016: Geen nieuwe olympische titel
Als gevolg van blessures kende Fraser-Pryce een verstoorde voorbereiding op de Olympische Spelen in Rio de Janeiro. In de halve finale van de 100 meter liep ze toch een tijd van 10,88 seconden, haar beste tijd van het seizoen en samen met Elaine Thompson ook de snelste tijd van de halve finales. Na de finish van deze halve finale was het duidelijk dat Fraser-Pryce nog aanzienlijk last en pijn had als gevolg van haar teenblessure.  In de finale van de 100 meter liep ze in een tijd van 10,86 seconden alsnog naar de bronzen medaille, achter haar landgenote Elaine Thompson en de Amerikaanse Tori Bowie. Fraser-Pryce omschreef deze medaille nadien wel als grootste prestatie ooit. Samen met Christania Williams, Elaine Thompson en Veronica Campbell-Brown liep Fraser-Pryce nog naar zilver op het estafettenummer van de 4 x 100 meter.

### 2017-2018: Moederschap en comeback
Als gevolg van haar zwangerschap nam Fraser-Pryce niet deel aan de Wereldkampioenschappen atletiek van 2017 maar ook de rest van 2017 kwam ze niet meer in actie. In mei 2018 maakte ze haar comeback met meteen winst op de 100 meter in een lokale meeting in Jamaica. In 2018 liep Fraser-Pryce nog naar winst op de 100 m op de Diamond League meeting in Londen, waarbij ze de eerste keer na haar comeback terug onder de 11 seconden-grens kon duiken.

### 2019: Opnieuw wereldkampioene op de 100 meter
Na een gouden medaille op de 200 meter op de Pan-Amerikaanse Spelen van 2019 liep Fraser-Pryce later dat jaar naar een vierde wereldtitel op de 100 meter. In de finale op de Wereldkampioenschappen atletiek in Doha overklaste Fraser-Pryce de tegenstand. In een tijd van 10,71 s, haar snelste tijd sinds 2013, bleef ze Dina Asher-Smith en Marie-Josée Ta Lou voor. Hiermee werd ze de oudste vrouw die wereldkampioene werd op de 100 meter. Samen met Natalliah Whyte, Jonielle Smith en Shericka Jackson liep Fraser-Pryce ook naar goud op de 4 × 100 meter, meteen haar 9e wereldtitel.

### 2020-2021: een nieuwe coach, olympisch goud en zilver en de derde tijd aller tijden op de 100 meter
2020 werd, als gevolg van corona, een seizoen zonder veel wedstrijden. In mei 2020 maakte Fraser-Pryce dat ze voortaan zou gaan trainen met Reynaldo Walcott als coach. Op 5 juni 2021 verbeteterde Fraser-Pryce in Kingston haar persoonlijk record op de 100 meter naar 10,63 seconden. Later in juni verscherpte ze ook haar persoonlijke besttijd op de 200 meter naar 21,79 s. Fraser-Pryce was dan ook overduidelijk een van de kanshebbers op olympisch goud op de 100 meter. In de finale van de 100 meter tijdens de Olympische Zomerspelen 2020 in Tokio moest Fraser-Pryce echter haar meerdere herkennen in haar landgenote Elaine Thompson-Herah die met een tijd van 10,61 seconden meteen opnieuw het nationaal record verbrak. Shericka Jackson vervolledigde mee het Jamaicaans podium. Op de 200 meter eindigde Fraser-Pryce op de 4e plaats. In de finale van de 4 × 100 meter maakte het Jamaicaanse viertal hun favorietenrol waar: Samen met Briana Williams, Thompson-Herah en Jackson liep Fraser-Pryce naar een derde olympische titel. Op 26 augustus 2021 liep Fraser-Pryce op de Athletissima-meeting in Lausanne opnieuw een persoonlijk record op de 100 meter: met een tijd van 10,60 seconden is Fraser-Pryce de derde snelste vrouw aller tijden op de 100 meter.

### 2022: een vijfde wereldtitel op de 100 meter
In 2022 liep Fraser-Pryce op 35-jarige leeftijd en 13 jaar na haar eerste wereldtitel naar een vijfde wereldtitel op de 100 meter. In de finale van de 100 meter tijdens de wereldkampioenschappen atletiek 2022 versloeg ze opnieuw haar landgenotes Shericka Jackson en Elaine Thompson-Herah. Haar tijd van 10,67 seconden was meteen ook goed voor kampioenschapsrecord. In deze finale liepen maar liefst 7 van de 8 deelneemster sneller dan 11 seconden. Met deze wereldtitel is Fraser-Pryce meteen ook de oudste wereldkampioene ooit in elk individueel atletiekonderdeel. Op dit WK was Fraser-Pryce ook nog goed voor zilver op de 200 meter (achter Shericka Jackson). Later behaalde Fraser-Pryce ook nog zilver op de 4 × 100 meter (samen met Kemba Nelson, Thompson-Herah en Jackson.

### Buiten de atletiek
- Shelly-Ann Fraser-Pryce is sinds 22 februari 2010 UNICEF National Goodwill Ambassadeur voor Jamaica.
- Ze trouwde in januari 2011 met Jason Pryce en liet haar naam veranderen in Fraser-Pryce.

## Titels
- Olympisch kampioene 100 m - 2008, 2012
- Wereldkampioene 100 m - 2009, 2013, 2015, 2019, 2022
- Wereldkampioene 200 m - 2013
- Wereldindoorkampioene 60 m - 2014
- Wereldkampioene 4 x 100 m - 2009, 2013, 2015, 2019
- Gemenebestkampioene 4 x 100 m - 2014
- Jamaicaans kampioene 100 m - 2009, 2012, 2015
- Jamaicaans kampioene 200 m - 2012, 2013
- Centraal-Amerikaans en Caribisch jeugdkampioene 4 x 100 m - 2002

## Persoonlijke records
Outdoor
| Onderdeel | Prestatie        | Datum            | Plaats   |
| --------- | ---------------- | ---------------- | -------- |
| 100 m     | 10,60 (+1.7 m/s) | 26 augustus 2021 | Lausanne |
| 200 m     | 21,79 (+0,8 m/s) | 27 juni 2021     | Kingston |
| 400 m     | 54,93            | 5 maart 2011     | Kingston |

Indoor
| Onderdeel | Prestatie | Datum        | Plaats |
| --------- | --------- | ------------ | ------ |
| 60 m      | 6,98      | 9 maart 2014 | Sopot  |

## Palmares

### 60 m
- 2014:  WK indoor - 6,98 s

### 100 m
Kampioenschappen
- 2005:  Carifta Games <20 jr. - 11,73 s
- 2008:  OS - 10,78 s
- 2008:  Wereldatletiekfinale - 10,94 s
- 2009:  WK - 10,73 s
- 2009:  Wereldatletiekfinale - 10,89 s
- 2011: 4e WK - 10,99 s
- 2012:  OS - 10,75 s
- 2013:  WK - 10,71 s
- 2015:  WK - 10,76 s
- 2016:  OS - 10,86 s (+0,5 m/s)
- 2018: 5e NACAC - 11,18 s
- 2019:  WK - 10,71 s
- 2021:  OS - 10,74 s
- 2022:  WK - 10,67 s

Diamond League-podiumplekken
- 2009:  Golden Gala – 10,91 s
- 2009:  Memorial Van Damme – 10,98 s
- 2011:  Aviva London Grand Prix – 11,10 s
- 2012:  Qatar Athletic Super Grand Prix – 11,00 s
- 2012:  Golden Gala – 11,06 s
- 2012:  Adidas Grand Prix – 10,92 s
- 2012:  Athletissima – 10,86 s
- 2012:  Birmingham Grand Prix – 10,90 s
- 2012:  Weltklasse Zürich – 10,83 s
- 2012:  Eindzege Diamond League
- 2013:  Shanghai Golden Grand Prix – 10,93 s
- 2013:  Prefontaine Classic – 10,71 s
- 2013:  Meeting Areva – 10,92 s
- 2013:  Memorial Van Damme – 10,72 s
- 2013:  Eindzege Diamond League
- 2014:  Qatar Athletic Super Grand Prix - 11,13 s
- 2015:  Prefontaine Classic – 10,81 s
- 2015:  Meeting de Paris - 10,74 s
- 2015:  BAUHAUS-galan - 10,93 s
- 2015:  Weltklasse Zürich – 10,93 s
- 2015:  Eindzege Diamond League
- 2016:  Müller Anniversary Games - 11,06 s
- 2018:  Müller Anniversary Games - 10,98 s
- 2019:  Athletissima - 10,74 s
- 2019:  Müller Anniversary Games - 10,78 s
- 2019:  Memorial Van Damme - 10,95 s
- 2021:  Doha Meeting - 10,84 s
- 2021:  Prefontaine Classic – 10,73 s
- 2021:  Athletissima - 10,60 s
- 2022:  Meeting de Paris - 10,67 s
- 2022:  Kamila Skolimowska Memorial - 10,66 s

### 200 m
Kampioenschappen
- 2012:  OS - 22,09 s
- 2013:  WK - 22,17 s
- 2019:  Pan-Amerikaanse Spelen - 22,43 s
- 2021: 4e OS - 21,94 s
- 2022:  WK - 21,82 s

Diamond League-podiumplekken
- 2011:  Weltklasse Zürich – 22,59 s
- 2013:  Qatar Athletic Super Grand Prix – 22,48 s
- 2013:  Sainsbury’s Grand Prix – 22,72 s
- 2013:  Herculis – 22,28 s
- 2013:  Weltklasse Zürich – 22,40 s
- 2013:  Eindzege Diamond League
- 2019:  Müller Grand Prix - 22,50 s

### 4 x 100 m
- 2002:  CAC junioren - 45,33 s
- 2005:  Carifta Games <20 jr. - 44,53 s
- 2007:  WK - 41,98 s (alleen serie gelopen in 42,70 s)
- 2008: DNF OS
- 2009:  WK - 42,06 s
- 2011:  WK - 41,70 s (NR)
- 2012:  OS - 41,41 (NR)
- 2013:  WK - 41,29 (CR, NR)
- 2014:  Gemenebestspelen - 41,83 s
- 2015:  WK - 41,07 (CR)
- 2016:  OS - 41,36 s
- 2018:  NACAC - 43,33 s
- 2019:  WK - 41,44 s
- 2021:  OS - 41,02 s (NR)

### 4 x 200 m
- 2019: IAAF World Relays - 1.33,21

## Onderscheidingen
- IAAF-atlete van het jaar - 2013
- Jamaicaans Sportvrouw van het jaar - 2012, 2013, 2015, 2019
- Laureus World Sports Awards - 2023

1928: Betty Robinson ·
1932: Stanisława Walasiewicz ·
1936: Helen Stephens ·
1948: Fanny Blankers-Koen ·
1952: Marjorie Jackson ·
1956: Betty Cuthbert ·
1960: Wilma Rudolph ·
1964: Wyomia Tyus ·
1968: Wyomia Tyus ·
1972: Renate Stecher ·
1976: Annegret Richter ·
1980: Ljoedmila Kondratjeva ·
1984: Evelyn Ashford ·
1988: Florence Griffith-Joyner ·
1992: Gail Devers ·
1996: Gail Devers ·
2000: onbepaald ·
2004: Joelija Nestsjarenka ·
2008: Shelly-Ann Fraser-Pryce ·
2012: Shelly-Ann Fraser-Pryce ·
2016: Elaine Thompson ·
2020: Elaine Thompson-Herah ·
2024: Julien Alfred
1928: Rosenfeld, Smith, Bell, Cook ·
1932: Carew, Furtsch, Rogers, Von Bremen ·
1936: Bland, Rogers, Robinson, Stephens ·
1948: Stad-de Jong, Witziers-Timmer, van der Kade-Koudijs, Blankers-Koen ·
1952: Faggs, Jones, Moreau, Hardy ·
1956: Strickland, Croker, Mellor, Cuthbert ·
1960: Hudson, Williams, Jones, Rudolph ·
1964: Ciepły, Kirszenstein, Górecka, Kłobukowska ·
1968: Ferrell, Bailes, Netter, Tyus ·
1972: Krause, Mickler-Becker, Richter, Rosendahl ·
1976: Oelsner, Stecher, Bodendorf, Eckert ·
1980: Müller, Wöckel, Auerswald, Göhr ·
1984: Brown, Bolden, Cheeseborough, Ashford ·
1988: Brown, Echols, Griffith-Joyner, Ashford ·
1992: Ashford, Jones, Guidry, Torrence ·
1996: Devers, Miller, Gaines, Torrence ·
2000: Fynes, Sturrup, Davis, Ferguson ·
2004: Lawrence, Simpson, Bailey, Campbell ·
2008: Borlée, Mariën, Ouédraogo, Gevaert ·
2012: Madison, Felix, Knight, Jeter ·
2016: Madison, Felix, Gardner, Bowie ·
2020: Williams, Thompson-Herah, Fraser-Pryce, Jackson ·
2024: Jefferson, Terry, Thomas, Richardson
1983 Marlies Göhr ·
1987 Silke Gladisch ·
1991 Katrin Krabbe ·
1993 Gail Devers ·
1995 Gwen Torrence ·
1997 Marion Jones ·
1999 Marion Jones ·
2001 Zjanna Block ·
2003 Torri Edwards ·
2005 Lauryn Williams ·
2007 Veronica Campbell-Brown ·
2009 Shelly-Ann Fraser-Pryce ·
2011 Carmelita Jeter ·
2013 Shelly-Ann Fraser-Pryce ·
2015 Shelly-Ann Fraser-Pryce ·
2017 Tori Bowie ·
2019 Shelly-Ann Fraser-Pryce · 
2022 Shelly-Ann Fraser-Pryce · 
2023 Sha'Carri Richardson
1983 Marita Koch ·
1987 Silke Gladisch ·
1991 Katrin Krabbe ·
1993 Merlene Ottey ·
1995 Merlene Ottey ·
1997 Zjanna Block ·
1999 Inger Miller ·
2001 Debbie Ferguson ·
2003 Anastasia Kapatsjinskaja ·
2005 Allyson Felix ·
2007 Allyson Felix ·
2009 Allyson Felix ·
2011 Veronica Campbell-Brown ·
2013 Shelly-Ann Fraser-Pryce ·
2015 Dafne Schippers ·
2017 Dafne Schippers ·
2019 Dina Asher-Smith ·
2022 Shericka Jackson ·
2023 Shericka Jackson
1983 Gladisch, Koch, Auerswald, Göhr · 
1987 Brown, Williams, Griffith-Joyner, Marshall · 
1991 Duhaney, Cuthbert, McDonald, Ottey · 
1993 Bogoslovskaja, Maltsjoegina, Voronova, Privalova · 
1995 Mondie-Milner, Guidry-White, Gaines, Torrence · 
1997 Gaines, Jones, Miller, Devers · 
1999 Fynes, Sturrup, Davis-Thompson, Ferguson · 
2001 Paschke, G. Rockmeier, B. Rockmeier, Wagner · 
2003 Girard, Hurtis-Houairi, Félix, Arron · 
2005 Daigle, Lee, Barber, Williams · 
2007 Williams, Felix, Barber, Edwards · 
2009 Facey, Fraser, Bailey, Stewart · 
2011 Knight, Felix, Myers, Jeter · 
2013 Russell, Stewart, Calvert, Fraser-Pryce · 
2015 Campbell-Brown, Morrison, Thompson, Fraser-Pryce · 
2017 Brown, Felix, Akinosun, Bowie · 
2019 Whyte, Fraser-Pryce, Smith, Jackson · 
2022 Jefferson, Steiner, Prandini, Terry · 
2023 Davis, Terry, Thomas, Richardson